# 孝治
孝治（こうじ）は、大長和の鄭仁旻の時代に使用されたと一部の史書に記載されている元号である。年代不明。
史書によって異説があり、実在は確認できない。多くの史書では始元としている元号のところを孝治としている史書もある。